# Tanocryx pinheyi
Tanocryx pinheyi là một loài bướm đêm trong họ Noctuidae.